# Brimeux
Brimeux é uma comuna francesa na região administrativa de Altos da França, no departamento de Pas-de-Calais. Estende-se por uma área de 10,68 km². Em 2010 a comuna tinha 868 habitantes (densidade: 81,3 hab./km²).